# К'єво (футбольний клуб)
К'єво Верона або просто К'єво (італ. ChievoVerona) — професійний італійський футбольний клуб з однойменного передмістя Верони.
Заснований 1929 року клуб значну частину своєї історії виступав у нижчих лігах чемпіонату Італії. З початку 2000-х років — майже незмінний учасник змагань у вищому дивізіоні національного чемпіонату («Серії A»). Був розформований у 2021 році у зв'язку з фінансовими проблемами.

## Історія

### Ранній період
Клуб було засновано 1929 року як аматорську команду групою футбольних ентузіастів з невеличкого поселення К'єво у передмісті Верони. Спочатку команда грала лише у товариських зустрічах та аматорських турнірах. Протягом 1931—1936 виступала вже на офіційному рівні, у нижчих регіональних лігах, після чого була розформована з фінансових причин.
Відродившись 1948 року знову виступала у регіональних змаганнях Секонда Категорія, а згодом й Прима Категорія, що знаходяться унизу ієрархії футбольних ліг Італії.

### Поступове піднесення
Шлях до вершин італійського футбольного чемпіонату по-справжньому розпочався у 1975 році зі здобуття права виступати у п'ятій по силі національній лізі, Серії D. Згодом, 1986 року, команда виборола право виступів у Серії C2, а ще за три роки, у 1989, підвищилася у класі до Серії C1. Провівши у цьому третьому за силою дивізіоні п'ять сезонів, «К'єво» продовжив прогрес і в сезоні 1994-95 вже дебютував у Серії B.
Новачок другого за ієрархією футбольного змагання Італії закріпився у лізі та почав поступово прогресувати. В сезоні 2000-01 команда зайняла третій рядок підсумкової турнірної таблиці, виборовши таким чином право стартувати у розіграші елітної Серії A.

### Виступи в Серії A
У своєму дебютному сезоні 2001-02 у Серії A «К'єво» став справжнім відкриттям чемпіонату. Команда, якій пророкували швидке повернення до Серії B, вдало розпочала сезон і між 8 та 12 турами взагалі одноосібно очолювала турнірну таблицю елітної італійської ліги. Згодом результати команди дещо погіршилися, однак вона завершила сезон на почесному 5-му місці, яке забезпечило їй право участі у розіграші Кубка УЄФА.
Протягом наступних двох сезонів клуб закріпив свою репутацію одного з міцних середняків Серії A — в сезоні 2002-03 «К'єво» фінішував сьомим, наступного року — дев'ятим. Втім в розіграші 2004-05 команді ледве вдалося уникнути вибуття до Серії B, лише вдалий фініш сезону (дві перемоги та нічия у трьох останніх матчах) дозволили «К'єво» зберегти місце у найвищому дивізіоні.

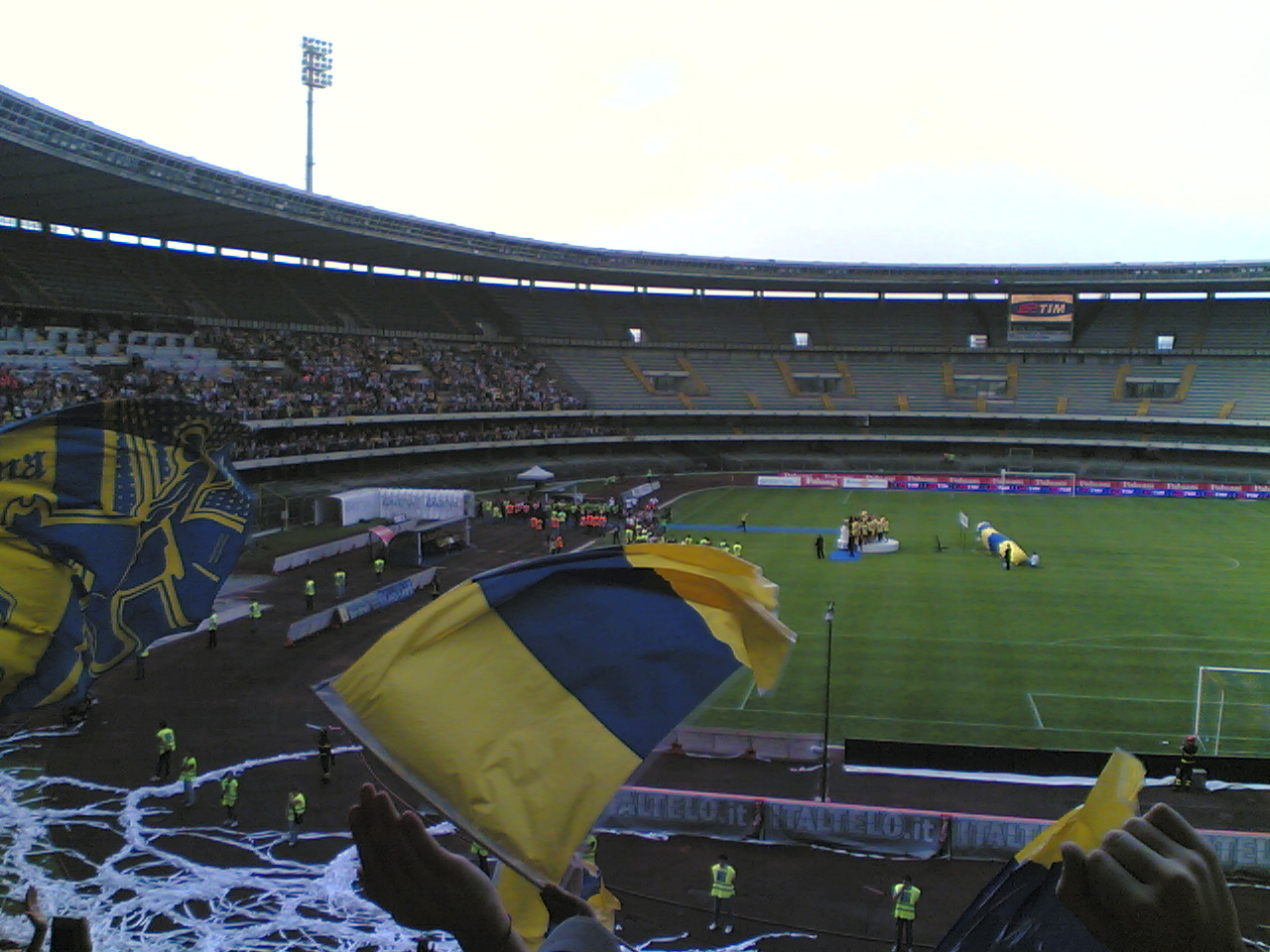
Уболівальники «К'єво» святкують перемогу у Серії B сезону 2007–08 та повернення до Серії A, 1 червня 2008 року.

Однак вже двома роками пізніше, в сезоні 2006-07, уникнути пониження у класі не вдалося, результати останнього туру, в якому «К'єво» програв «Торіно», а всі його прямі конкуренти здобули перемоги, визначили клубові 18-те місце турнірної таблиці і виліт до Серії B. Цьому передував досить вдалий для команди сезон 2005-06, в якому веронці фінішували на сьомому місці, що через корупційний скандал в італійському футболі, наслідком якого стало покарання цілої низки провідних клубів країни, трансформувалося у четверте. Таким чином команда отримала місце у кваліфікаційному раунді Ліги чемпіонів. Втім дебют у найпрестижнішому клубному турнірі європейського футболу був досить невдалим — на першому ж етапі італійці поступилися за сумою двох матчів болгарському «Левскі» та припинили боротьбу за континентальний трофей.
В сезоні 2007–08 «К'єво» був налаштований довести, що його повернення до Серії B — скорше випадковість аніж закономірність, і команді це сповна вдалося — вона стала чемпіоном Серії B та відразу відновила своє місце в елітній Серії A.
Повернувшись до еліти, «К'єво» не дуже тішив своїх прихільників результатами, украй невдало розпочавши сезон 2008-09, в якому команда спромоглася набрати лише 9 очок у 17 стартових матчах. Втім тренерський штаб і гравці клубу знайшли сили зібратися та поступово виправити ситуацію, остаточно завдання збереження прописки у Серії A було вирішене за один тур до завершення чемпіонату. Наступного сезону команда вирішували все те ж завдання і знову вдало, фінішувавши на 14-й позиції, на чотири рядки вище від зони вильоту.

## Цікаві факти
- Найрозповсюдженіше прізвисько команди — Mussi volanti («летючі віслюки»). Це прізвисько спочатку мало образливий відтінок, походячі від пісні, популярної серед вболівальників місцевого клубу-конкурента «Верони», в якій йшлося про те, що «скоріше віслюки почнуть літати аніж «К'єво» потрапить до Серії A». Згодом «К'єво» досяг цієї недосяжної, на думку фанатів суперника по веронському дербі, мети, і прізвисько стало своєрідним почесним званням, яке підкреслює, що «К'єво» до снаги досягти найнеймовірніших успіхів.

## Відомі гравці
- Олівер Бірхофф
- Лука Маркеджані
- Сімоне Перротта

## Досягнення
- Чемпіон Серії B: 2007–08